# كارلوس إيبارغوين
كارلوس إيبارغوين (بالإسبانية: Carlos Ibargüen)‏ هو لاعب كرة قدم كولومبي في مركز الهجوم، ولد في 7 أكتوبر 1995 في بوينافينتورا في كولومبيا. شارك مع منتخب كولومبيا تحت 20 سنة لكرة القدم. أما مع النوادي، فقد لعب مع إنديبنديينتي سانتا في وتيغريس أونال.

## وصلات خارجية
- كارلوس إيبارغوين على موقع قاعدة بيانات كرة القدم.إي يو (الإنجليزية)
- كارلوس إيبارغوين على موقع Soccerway.com (الإنجليزية)
- كارلوس إيبارغوين على موقع عالم كرة القدم.نت (الإنجليزية)
- كارلوس إيبارغوين على موقع AS.com (الإسبانية)